# NGC 6599
NGC 6599 este o galaxie situată în constelația Hercule. A fost descoperită în 6 iunie 1864 de către Albert Marth.